# Морал (Охајо)
Морал (енгл. Morral) град је у америчкој савезној држави Охајо.

## Демографија
По попису из 2010. године број становника је 399, што је 11 (2,8%) становника више него 2000. године.
| Група             | 2000.       | 2010.       |
| Белци             | 387 (99,7%) | 381 (95,5%) |
| Афроамериканци    | 0 (0,0%)    | 3 (0,8%)    |
| Азијати           | 0 (0,0%)    | 1 (0,3%)    |
| Хиспаноамериканци | 0 (0,0%)    | 6 (1,5%)    |
| Укупно            | 388         | 399         |